# Cinzia Arruzza
Cinzia Arruzza (15 de dezembro de 1976) é uma filósofa, escritora e tradutora italiana. É uma das teóricas da Teoria da Reprodução Social ao lado de Tithi Bhattacharya e Lise Vogel.

## Pesquisa
Cinzia Arruzza é doutora (2005) pela Università degli studi di Roma Tor Vergata. 
Foi professora na New School of Social Research, em Nova Iorque, entre 2010 e 2024. Desde 2024, é professora de Estudos Clássicos Gregos no Departamento de Filosofia da Universidade de Boston.
É fluente em latim, grego antigo, inglês, francês, alemão e italiano, mas também lê português e espanhol.
A pesquisa de Arruzza inclui filosofia antiga, teoria política, teoria feminista e marxismo.
É uma das principais teóricas da Teoria da Reprodução Social, vertente do feminismo marxista contemporâneo.
Foi uma das principais organizadoras da Greve Internacional das Mulheres nos Estados Unidos.